# 卡瑞·伍尔
卡瑞·伍尔（英語：Kari Samantha Wuhrer，1967年4月28日—）是美国女演员和歌手，飾演电视剧《Sliders》中的Maggie Beckett、电影《八腳怪》中的警长萨曼莎·帕克、游戏《红色警戒2》和《尤里的复仇》中的谭雅。

## 早年
伍尔出生在美国康涅狄格州布鲁克菲尔德镇，卡琳（娘家姓贵族）之女，母亲Karin是一个工资会计，父亲是德国裔美国人Andrew Wührer，一名警察和汽车推销员。她有三个兄弟姐妹。十几岁的时候，她溜出家门去夜总会表演唱歌。13岁起她在伍斯特学校学习表演。她在纽约大学帝势艺术学院，玛丽山曼哈顿学院，哥伦比亚大学，和皇家戏剧艺术学院的著名教师Uta Hagen学习戏剧表演。

## 职业生涯
伍尔的第一个电视突破是MTV的Remote Control (1987)。从1991年到1992年她是电视连续剧Swamp Thing的一个常驻演员，同一期间她还在MTV担任一个VJ。 1993年她在电视连续剧Class of '96中扮演大学生Robin Farr。从1994年到1995年，她在长寿黄金时段肥皂剧《飛越比佛利》中出演Ariel Hunter。
在这段时间她出演了The Adventures of Ford Fairlane (1990) 和 Beastmaster 2: Through the Portal of Time (1991)，1995年她在John Singleton的电影Higher Learning中演了一个配角，接着出演了Thinner (1996)，Anaconda (1997)，Kissing a Fool (1998)。
1997年伍尔重返电视界在电视剧Sliders中饰演Maggie Beckett，作为常驻演员直到该系列于2000年大结局。伍尔还客串了电视剧Leverage。
伍尔和瑞克·魯賓的首张专辑Shiny在1999年发行，除了演唱，她还写了其中的大部分歌曲并用吉他和笛子做了部分伴奏。
之后她主演了电影Berserker (2001)和Eight Legged Freaks (2002)。
伍尔还被人熟知的是她在游戏《红色警戒2》和续作《尤里的复仇》中的角色谭雅。
伍尔在FHM举办的投票活动，2000年100个最性感女人中排行76，2001年100个最性感女人中排行73，在Maxim杂志举办的，1999年倒计时50个最性感女人中排行36。她在花花公子杂志2000年八月期刊登了自己的半裸照并成为当月女郎，她于1998年经常收到刊登全裸照的请求。她还是Celebrity Skin的100个史上最性感的明星排行64，1999年最受欢迎女明星裸体数据库排行第4。
在拍摄电影Spider's Web的时候她的乳房植入物结块，所以她在2002年35岁的时候做手术将其移除。之后她为2012期的Glamour杂志写了篇文章描述她早期因为不安全感去做植入已经后来的自我接纳。文章发表后，她上奥普拉·温弗里秀讨论她受到一个著名的音乐制作人的压力去做植入，她称之为"the era of the Video Vixen"。
从2005年2月3日到11月，伍尔出演了日间肥皂剧General Hospital，扮演FBI特工Reese Marshall。Reese Marshall是黑帮Sonny Corinthos 的旧爱和Carly Corinthos的昔日好友，伍尔的角色在一起火车事故中死去。2006年1月，伍尔起诉General Hospital，声称她被解雇是因为她怀孕了。该案于2006年12月得到解决。

## 奖项
| 年份 | 作品                  | 奖项                                                       | 分类       | 结果 |
| ---- | --------------------- | ---------------------------------------------------------- | ---------- | ---- |
| 2001 | Do It for Uncle Manny | New York International Independent Film and Video Festival | 最佳女演员 | 獲獎 |